# Bouquet, Garcin et Schivre
Die Société de la Voiture Bouquet, Garcin et Schivre (auch Société de la Voiture Bouquet, Garçin et Schivre geschrieben) war ein französischer Hersteller von Automobilen.

## Unternehmensgeschichte
Das Unternehmen wurde 1898 oder 1899 in Neuilly-sur-Seine zur Produktion von Elektroautomobilen gegründet. Der Markenname lautete zunächst B.G.S., ab 1904 Garcin (bzw. Garçin). 1906 endete die Produktion. Die Fahrzeuge wurden auch für Créanche produziert.

## Fahrzeuge
1898 stellte B.G.S. ein Elektroauto mit offener Vis-à-vis-Karosserie vor. Der Elektromotor leistete 4 bis 5 PS und wog 40 kg. Das Akkumulatorenpaket wog 350 kg, das Fahrzeuggesamtgewicht betrug 950 kg. Bei einer Geschwindigkeit bis 25 km/h und einem Enladestrom von 4 Ampere wurde je nach Straßenzustand und Steigung eine Reichweite bis 130 km erreicht. Zum Fahrzeug gehörte ein 10 m langes Ladekabel, mit dem der Akkumulator am Beleuchtungsstromnetz aufgeladen werden konnte. Eine Abschaltautomatik überwachte den Ladevorgang.
Im Juli 1899 nahmen Bouquet, Garcin und Cuvelier mit drei B.G.S.-Fahrzeugen am Wettbewerb Critérium des électriques von Paris nach Suresnes teil.
Im September 1899 nahm ein B.G.S.-Fahrzeug am Autorennen Paris–Oostende teil.
Am 13. Mai 1900 stellte ein Fahrzeug dieses Herstellers einen Langstreckenrekord von Paris nach Alesia mit einer Länge von 262 km mit einer Batterieladung auf. Das Fahrzeug erhielt daraufhin den Namen Alesia.
1904 näherte sich das Aussehen der Fahrzeuge den benzinbetriebenen Automobilen an.

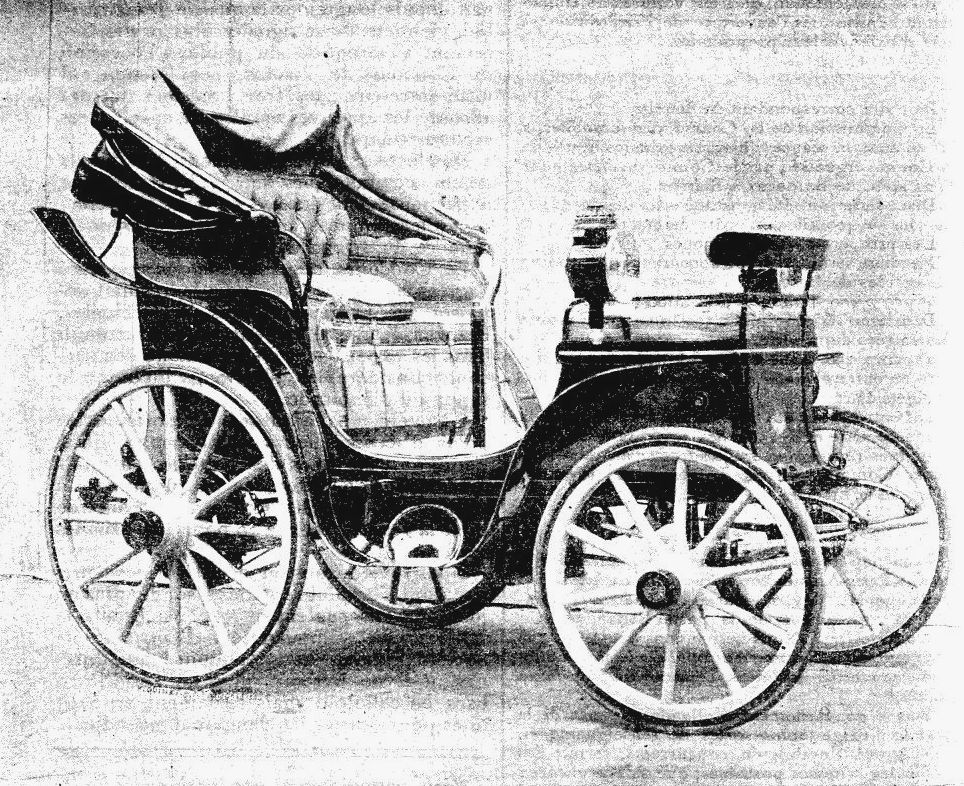
B.G.S. 4 CV Vis-à-vis électrique (1898)
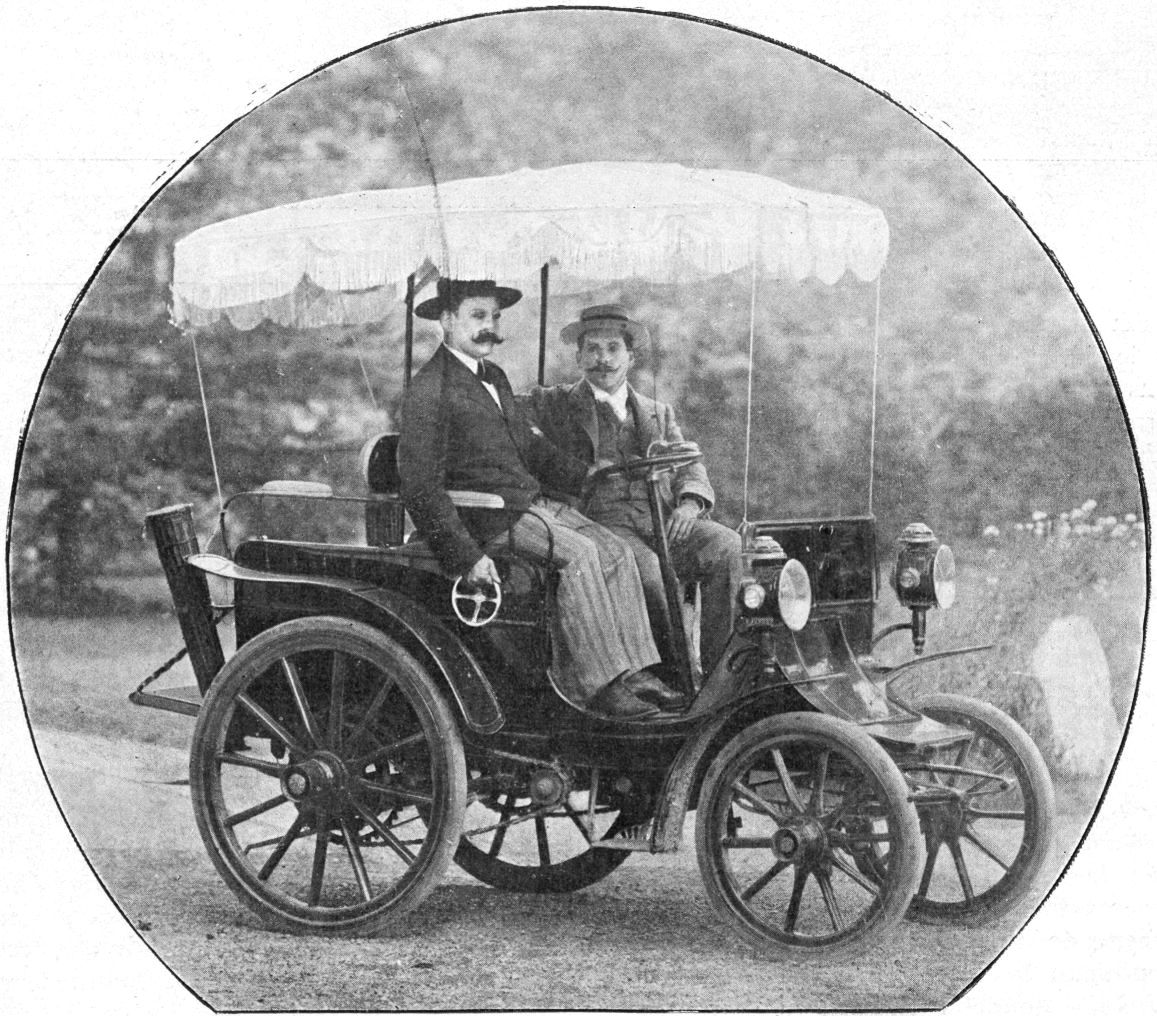
B.G.S. électrique (1899 Critérium des électriques)
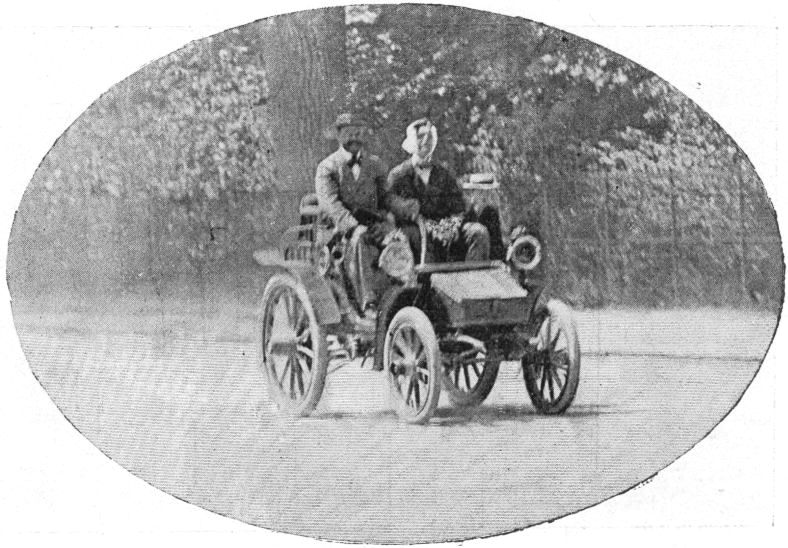
Garcin on B.G.S. électrique (1899 Critérium des électriques, no.8)
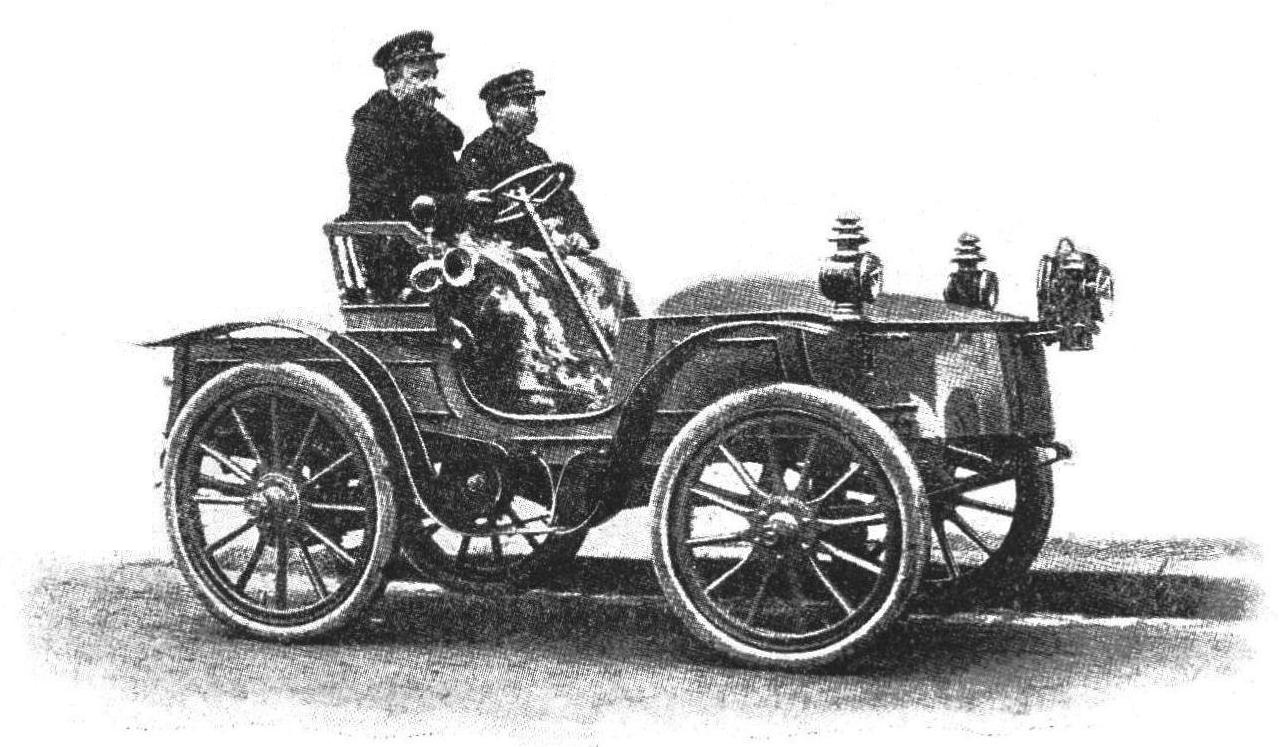
B.G.S. 'Alesia' électrique (1900, 262 km Record)